# Adolphe de Balathier-Bragelonne
Pour les articles homonymes, voir Balathier et Bragelonne.
Adolphe de Balathier-Bragelonne, né le 2 février 1811 à Auxerre et mort le 24 octobre 1888 à Versailles, est un journaliste français.

## Biographie
Monté tout jeune à Paris, ses études terminées au collège Bourbon, Balathier a débuté dans les lettres par des articles insérés au Cabinet de lecture, alors dirigé par Darthenay, et dont il est devenu ensuite le rédacteur en chef. Ce recueil ayant subi une transformation, il a entrepris la publication d’un journal de modes, Paris-Élégant, qui n’eut qu’une durée éphémère. Il a alors dû vivre d’articles de journaux placés à droite et à gauche et de quelques vaudevilles écrits pour la plupart en collaboration avec Eugène Labiche et Auguste Lefranc.
En 1845, il a fondé la Silhouette, journal satirique dont s’est inspiré Villemessant, lorsqu’il a fait « le Figaro » bihebdomadaire. Ami de Villemessant, il a débuté sous sa direction dans la Sylphide, et a été successivement rédacteur en chef de L’Événement, qui a précédé le Figaro, et où écrivait Henri Rochefort, puis secrétaire de la rédaction du Figaro.
Créateur de la presse illustrée à bon marché, il a acheté de la succession de son ami, Molé-Gentilhomme, en 1856, le Voleur, que lui avait légué Émile de Girardin, et qui, malgré sa fusion avec le Cabinet de lecture, ne tirait même plus à 500 exemplaires et perdait mille francs par mois. Il a relevé cette publication, et l’a transformée en l’enrichissant d’illustrations, dont la vogue ne faisait encore que commencer alors. De 40 francs qu’il coutait, il en a réduit la prix à 6 francs par an, 8 francs en province, l’a enrichi d’illustrations dont la vogue débutait alors, pour le laisser en pleine prospérité à ses successeurs, en 1886.
En 1864, il a quitté la rédaction du Figaro, pour fonder la Petite Presse. C’est comme directeur de ce journal qu’il a été arrêté par la Commune, et son journal supprimé.
Après avoir demandé en vain, sa remise en liberté, son ami Victor Cochinat finit par proposer à Gaston Da Costa de jouer la liberté du prisonnier au billard. Da Costa ayant accepté, et perdu la partie, s’est exécuté galamment. Durant la Semaine sanglante, il n’a échappé qu’à grand peine aux flammes qui bloquaient la maison qu’il habitait, celle du sculpteur Gatteaux ayant été incendiée par les insurgés, ainsi que tout le quartier environnant.
Ses obsèques ont eu lieu au cimetière du Père-Lachaise,, où Émile Richebourg a prononcé son éloge au nom de la Société des gens de lettres.

## Publications
- Paris insurgé : histoire illustrée des événements accomplis du 18 mars au 28 mai 1871 : pièces et documents recueillis au jour le jour classés, coordonnés et annotés, Paris, au bureau du journal Le voleur, 1872, 788 p., 1 vol. : ill., portr. ; in-4° (lire en ligne sur Gallica).